# Saison 1 du Scooby-Doo Show
Chronologie
Saison 2 de Fantomatiquement vôtre, signé Scoubidou Saison 2
Cet article présente le guide de la saison 1 de la série télévisée d'animation américaine Scoubidou Show. 
Cette saison était diffusée au sein de l'émission The Scooby-Doo/Dynomutt Hour, un programme de 60 minutes (puis 90 minutes plus tard dans la saison), comprenant deux, puis trois épisodes des aventures de deux héros : Scooby-Doo et Dynomutt.

## Épisode 1:Chantier d'épouvante
- Titre original : High Rise Hair Raiser
- Numéro(s) : 1 (1.1)
- Scénariste(s) :
- Réalisateur(s) :
- Diffusion(s) : 
  -  États-Unis : 11 septembre 1976 sur ABC
- Invité(es) :
- Résumé :

## Épisode 2:Scoubidou et le Roi aztèque
- Titre original : The Fiesta Host Is an Aztec Ghost
- Numéro(s) : 2 (1.2)
- Scénariste(s) :
- Réalisateur(s) :
- Diffusion(s) : 
  -  États-Unis : 18 septembre 1976 sur ABC
- Invité(es) :
- Résumé :

## Épisode 3:La Recette du Gator
- Titre original : The Gruesome Game of the Gator Ghoul
- Numéro(s) : 3 (1.3)
- Scénariste(s) :
- Réalisateur(s) :
- Diffusion(s) : 
  -  États-Unis : 25 septembre 1976 sur ABC
- Invité(es) : Daws Butler (Scooby-Dum)
- Résumé :

## Épisode 4:Le Spectre branché
- Titre original : Watta Shocking Ghost
- Numéro(s) : 4 (1.4)
- Scénariste(s) :
- Réalisateur(s) :
- Diffusion(s) : 
  -  États-Unis : 2 octobre 1976 sur ABC
- Invité(es) :
- Résumé :

## Épisode 5:Le Cavalier masqué
- Titre original : The Headless Horseman of Halloween
- Numéro(s) : 5 (1.5)
- Scénariste(s) :
- Réalisateur(s) :
- Diffusion(s) : 
  -  États-Unis : 9 octobre 1976 sur ABC
- Invité(es) : Daws Butler (Scooby-Dum)
- Résumé :

## Épisode 6:Le château de Camelot
- Titre original : Scared a Lot in Camelot
- Numéro(s) : 6 (1.6)
- Scénariste(s) :
- Réalisateur(s) :
- Diffusion(s) : 
  -  États-Unis : 16 octobre 1976 sur ABC
- Invité(es) :
- Résumé :

## Épisode 7:Le Médecin fou
- Titre original : The Harum Scarum Sanitarium
- Numéro(s) : 7 (1.7)
- Scénariste(s) :
- Réalisateur(s) :
- Diffusion(s) : 
  -  États-Unis : 23 octobre 1976 sur ABC
- Invité(es) :
- Résumé :

## Épisode 8:Le Zombie sans visage
- Titre original : The No-Face Zombie Chase Case
- Numéro(s) : 8 (1.8)
- Scénariste(s) :
- Réalisateur(s) :
- Diffusion(s) : 
  -  États-Unis : 30 octobre 1976 sur ABC
- Invité(es) :
- Résumé :

## Épisode 9:Zombie attitude
- Titre original : Mamba Wamba and the Voodoo Hoodoo
- Numéro(s) : 9 (1.9)
- Scénariste(s) :
- Réalisateur(s) :
- Diffusion(s) : 
  -  États-Unis : 6 novembre 1976 sur ABC
- Invité(es) :
- Résumé :

## Épisode 10:La Cité souterraine
- Titre original : A Frightened Hound Meets Demons Underground
- Numéro(s) : 10 (1.10)
- Scénariste(s) :
- Réalisateur(s) :
- Diffusion(s) : 
  -  États-Unis : 13 novembre 1976 sur ABC
- Invité(es) :
- Résumé :

## Épisode 11:Le Ranch dérangeant
- Titre original : A Bum Steer for Scooby
- Numéro(s) : 11 (1.11)
- Scénariste(s) :
- Réalisateur(s) :
- Diffusion(s) : 
  -  États-Unis : 20 novembre 1976 sur ABC
- Invité(es) :
- Résumé :

## Épisode 12:Le Démon requin dans le brouillard(There's a Demon Shark in the Foggy Dark)
- Titre original : There's a Demon Shark in the Foggy Dark
- Autre(s) titre(s) original(aux) : Hang in There, Scooby-Doo ·
- Numéro(s) : 12 (1.12)
- Scénariste(s) :
- Réalisateur(s) :
- Diffusion(s) : 
  -  États-Unis : 25 novembre 1976 sur ABC
- Invité(es) :
- Résumé :
- Commentaire : diffusé le jour de Thanksgiving lors du ABC's Thanksgiving Funshine Festival au lieu du traditionnel samedi matin.

## Épisode 13:Où est l'équipage, Scooby-Doo?(Scooby-Doo, Where's the Crew?)
- Titre original : Scooby-Doo, Where's the Crew?
- Numéro(s) : 13 (1.13)
- Scénariste(s) :
- Réalisateur(s) :
- Diffusion(s) : 
  -  États-Unis : 27 novembre 1976 sur ABC
- Invité(es) :
- Résumé :

## Épisode 14:Le Fantôme du quarterback(The Ghost that Sacked the Quarterback)
- Titre original : The Ghost that Sacked the Quarterback
- Numéro(s) : 14 (1.14)
- Scénariste(s) :
- Réalisateur(s) :
- Diffusion(s) : 
  -  États-Unis : 4 décembre 1976 sur ABC
- Invité(es) :
- Résumé :
- Commentaire :

## Épisode 15:Spectres et boules de glace (The Ghost of the Bad Humor Man)
- Titre original : The Ghost of the Bad Humor Man
- Numéro(s) : 15 (1.15)
- Scénariste(s) :
- Réalisateur(s) :
- Diffusion(s) : 
  -  États-Unis : 11 décembre 1976 sur ABC
- Invité(es) :
- Résumé :
- Commentaire :

## Épisode 16:Esprit, es-tu là? (The Spirits of '76)
- Titre original : The Spirits of '76
- Numéro(s) : 16 (1.16)
- Scénariste(s) :
- Réalisateur(s) :
- Diffusion(s) : 
  -  États-Unis : 18 décembre 1976 sur ABC
- Invité(es) :
- Résumé :
- Commentaire :